# Agragaun
Agragaun – gaun wikas samiti w zachodniej części Nepalu w strefie Bheri w dystrykcie Surkhet. Według nepalskiego spisu powszechnego z 2001 roku liczył on 395 gospodarstw domowych i 2714 mieszkańców (1378 kobiet i 1336 mężczyzn).